# Vestenbergsgreuth
Vestenbergsgreuth é um município da Alemanha, no distrito de Erlangen-Höchstadt, na região administrativa da Média Francónia, estado de Baviera.